# 超・少年探偵団NEO
『超・少年探偵団NEO』（ちょう しょうねんたんていだんネオ）は、2017年1月より3月までTOKYO MXで放送された日本のテレビアニメ。5分枠放送。
江戸川乱歩の小説『少年探偵団』を原案とし、2117年の東京を舞台とした7代目小林少年が主人公の作品。ナレーションは三木眞一郎が担当。
『少年探偵団』が2016年にパブリックドメイン化されたことをきっかけに同シリーズのリブートが企画され、主要キャラクターである小林少年、明智小五郎、怪人二十面相それぞれの子孫たちが代々、世代を超えて激突を繰り返すという基本コンセプトを元にした、ポプラ社とDLEによる「超・少年探偵団NEO Project」の一部であり、メディアミックスが予定されていた。
現代を舞台に4代目小林少年を主人公としたオリジナルストーリーが『超・少年探偵団NEO -Beginning-』のタイトルで実写映画化され、2019年に公開された。

## 登場人物

### 主要人物
7代目小林少年
声 - 木村良平
少年探偵団のリーダーである黄緑色の髪をした少年。15歳｡一途で素直な性格で、明智の一番弟子であり尊敬している｡ボケ担当だが一様常識人でありツッコミに回ることも多い。原作絵になることがしばしばある。パーティー好きらしく、十二面相が怪人をあつめてとあるパーティーをひらくと聞くと「僕もまぜろ！」と言って原作絵の状態になって怒った。アニメ好きでもある。
7代目明智小五郎
声 - 細谷佳正
ピンク色の髪とメガネが特徴の美形な男性。32歳。頭脳明晰で冷静かつ大胆な知識の鬼。見栄坊でプライドが高く、利口過ぎて心情無視の冷徹判断をかますこともしばしば。またマユミの下着を盗んだりとスケベな性格でもあり、出血性ショックがあるらしく血を見ただけで気絶するが、時には年長者らしい大人な一面も見せる｡事務所内を無断改造したり色んな発明を作ったりするなどの発明家で､自身が不利な状況になると小型ヘリコプターで飛んで逃げる｡色んな情報を弾丸として打ち出せる拳銃を武器として使用している他、色んな探偵道具を持ち合わせている。原作絵になることがしばしばある。クレカ型スキャン装置で「???」とでる､怪人Qの矢を何度喰らってもなんともない､チェアーマンが来るのを知っていたのかあらかじめ避難したりと謎な部分が多かったが､実は今まで小林少年たちと一緒にいたのは明智の神経をもった明智ロイドで本物の明智は開かずの間で十二面相との対決のための準備をしていた。
7代目怪人二十面相
声 - 江口拓也
明智の宿敵である神出鬼没の仮面をつけた怪盗｡年齢や人称が謎に包まれている。一人称は｢我輩」だが、いろいろな人格を持っているため「私」｢ミー」「あっし」などや、いつも高笑いしている英語まじりなテンション高めな口調で喋るなど喋り方も様々。いろいろ不詳過ぎて紹介にならず、無駄にハイテンションでポジティブ思考かつどこかズレたところがある軽い性格や、明智ロイドを作り出したりしているが何故か機械に疎く段取りが悪いなどの｢人格」を持つ｡パートナーであるネコ夫人を｢ハニー」と呼んでおり、純粋に愛している。小林少年や明智同様原作絵になることもある。
花崎マユミ
声 - 上坂すみれ
少年探偵団の紅一点だが、男子より腕っ節の強い武闘派。黄色い髪とツインテールが特徴｡15歳｡男勝りで短気な性格で､怒ると非常に恐い｡スタイルはいいが、貧乳で明智曰く｢Ｂカップ」らしい(ただし本人はCカップと自称している)。ツッコミ担当。
ノロちゃん
声 - 久野美咲
大きな眼鏡と水色のおかっぱ頭が特徴の少年で見た目は気弱だがモテるようで、歳上の彼女がいる。否定しないで生きてくことを信条している。小林少年同様アニメ好き。
井上くん
声 - 堀井茶渡
豪快で冒険が好きな乾いた気ッ風の兄貴肌の大柄で紫と白がベースの服が特徴の少年。度胸が段違いで人情にあつい。普段からシャーロックをつれている。常識人でありマユミと共にツッコミに回ることが多い。
ネコ婦人／怪盗ネコババ
声 - 花澤香菜
怪人二十面相の愛人であり女王様である妖艶な女性。年齢は不明。身長は175cmくらいで非常にスタイルがいい。ボケをかます二十面相にツッコミをいれる。特技は変装。黒猫の顔が描いてある扇子を使っている。元は怪盗ネコババという中年女性で､逃亡中にぎっくり腰になってしまい､その際に十二面相に助けられ角取り虫で若返させてもらったのが十二面相との出会いである。
大家さん
声 - 田中あいみ
明智の事務所の大家のお婆さん。部屋の無断改造には厳しいが時々差し入れを入れてくれる。
実は本物の明智の変装だった。
シャーロック
声 - 花澤香菜
キュートな犬。時々現れる。
ピザ屋・中村
大家さんの協力者。

### 各話怪人
G
声 - 三宅貴大
第1話登場。ゴキブリ型のメカ。破壊されたが明智小五郎の血を採取していた。
怪人作画チュー
声 - 三宅貴大
第3話登場。アニメ会社DLEを乗っ取り、本作を作画崩壊させた。しかしスポンサーとタイアップしていた明智小五郎には効かず逆に買収された。
ニセ明智/アンドロイド明智
声 - 細谷佳正
第4話登場。第1話で採取した血液のDNAから製造した明智そっくりのアンドロイド。服屋から下着を盗んだり、女湯に入り込むなどの変態行為をし、明智に罪を擦り付け少年探偵団の信頼を失わせようという十二面相の作戦で暗躍していた｡小林少年を口封じのために殺害しようとしたが、本物の明智に後ろからマユミのブラジャーで目隠しされ失敗｡最期は「マユミのブラはＢカップー」と叫んだ明智に激怒したマユミのキックをくらい、十二面相とネコ夫人の乗っていた飛行船に激突、爆発した。
第11話で明智軍団を結成。
マグロ怪人
声 - 三宅貴大
第5話登場。一瞬で寿司を出す素粒寿司を使ったスシフィールドに少年探偵団を引き込むが、明智に逆に小林達を注文され奪い返されたうえ、フィールド内を回遊させられる。
セミ怪人
声 - 三宅貴大
第6話登場。振動数最大を誇るセミ型怪人。少年団を超音波で攻撃したが、あまりにも高速になったため時間の遅れが生じ、冬になってしまい自滅する。
チャーシュー怪人
声 - 三宅貴大
第6話登場。暑苦しい豚型怪人。
アイス怪人
声 - 三宅貴大
第6話登場。雪だるま型怪人。
怪人Q
声 - 三宅貴大
第7話登場。キューピットの様な恋心を操る怪人。矢を射られると恋心が芽生え、やがていさかいを始めるようになる。しかし明智には矢が全く効かず、謎の粉を小林達にかけることで円満に関係修復された。その後マユミに蹴り飛ばされ十二面相とネコ夫人が乗っていた飛行船に激突した。
怪人チェアーマン
声 - 三宅貴大
第8話登場。オムニチェア社人間工学研究所所長の座高高氏（ざこう たかし）が二十面相に拉致され怪人化された。人間を椅子化することができる。
角賀達善博士
声 - 三宅貴大
第9話登場。「角度を食べる角取り虫」を開発してしまった博士。その発明をしたことに悩んでいたが角取り虫で人格も丸くなってしまった。
注血コウモリ
第10話登場。人間を怪人にするナノマシンを注入するコウモリ。
怪人小説(ノベライズ)
小説のCMに登場している小説の怪人。

## スタッフ
- 原案 - 江戸川乱歩「少年探偵団」（ポプラ社刊）
- 監督・シリーズ構成・キャラクターデザイン - 大宮一仁
- 画像協力 - ポプラ社「少年探偵」シリーズ
- 美術監督 - 森尾麻紀
- 撮影効果 - 奇志戒聖
- 音楽 - 野中“まさ”雄一
- 音響効果 - 徳永儀明
- プロデューサー - 芦塚明子（ディー・エル・イー）
- アニメーション制作 - DLE
- 製作 - 超・少年探偵団NEO Project（ポプラ社、DLE）

## 主題歌
エンディングテーマ曲「超探偵キュリオシティー」
作詞 - 仲智唯 / 作曲 - NaO/MATCH / 編曲 - 野中“まさ”雄一 / 歌 - Cookie Jam Jam Biscuit（姫咲声奏/七海陽真凜）

## 各話リスト
| 話数   | サブタイトル           | 脚本              | コンテ     | 作画 |
| ------ | ---------------------- | ----------------- | ---------- | --- |
| 第1話  | 漆黒の使者あらわる     | 大宮一仁          | -          | 高道麻樹子、宮崎麻美、宮川珠美 丸谷真美子、和泉成彦、青木一恵（officeDCI）                                                             |
| 第2話  | 怪人稼業はじめました   | 大宮一仁          | -          | 高道麻樹子、宮川珠美、丸谷真美子 和泉成彦、青木一恵（officeDCI）                                                                       |
| 第3話  | アニメはつらいよ       | 早坂律子          | -          | 高道麻樹子、宮川珠美、丸谷真美子 和泉成彦、新井亨、青木一恵（officeDCI）                                                               |
| 第4話  | 明智の大失態           | 金杉弘子 大宮一仁 | -          | 高道麻樹子、宮川珠美、丸谷真美子 和泉成彦、青木一恵（officeDCI）                                                                       |
| 第5話  | スシ VS ピザ           | 早坂律子 大宮一仁 | -          | オペラハウス |
| 第6話  | セミファイナル事件     | 早坂律子 大宮一仁 | -          | 高道麻樹子、宮川珠美、丸谷真美子 和泉成彦                                                                                              |
| 第7話  | 恋の空騒ぎ事件         | 早坂律子 大宮一仁 | -          | PRR、高道麻樹子、宮川珠美 丸谷真美子                                                                                                   |
| 第8話  | 恐怖の人間椅子         | 早坂律子 大宮一仁 | 高道麻樹子 | 内山翠、高道麻樹子、宮川珠美 丸谷真美子、和泉成彦                                                                                      |
| 第9話  | 頭を丸めた怪人二十面相 | 早坂律子 大宮一仁 | 早坂律子   | 内山翠、高道麻樹子、宮川珠美 丸谷真美子、和泉成彦                                                                                      |
| 第10話 | 赤い部屋の問題         | 早坂律子 大宮一仁 | -          | アニメトロニカ |
| 第11話 | 怪人フェス             | 大宮一仁          | -          | オペラハウス、内山翠、高道麻樹子 宮川珠美、丸谷真美子                                                                                  |
| 第12話 | 明智の復活             | 大宮一仁          | -          | 内山翠、高道麻樹子、宮川珠美 丸谷真美子                                                                                                |
| 第13話 | 超・少年探偵団NEO      | 大宮一仁          | -          | 内山翠、鈴木隆輔 高道麻樹子、西山司 宮川珠美、國領恵美香 丸谷真美子、藤岡早苗 和泉成彦、宮崎麻美 山脇光太郎、柿木直子 齋藤晃弘、新井亨 |

## 放送局
| 放送期間               | 放送時間             | 放送局             | 放送地域 | 放送系列   |
| ---------------------- | -------------------- | ------------------ | -------- | ---------- |
| 2017年1月2日 - 3月27日 | 月曜日 21:55 - 22:00 | TOKYO MX           | 東京都   | 独立局     |
| 2017年1月2日 - 3月27日 | 月曜日 21:55 更新    | ニコニコチャンネル | 日本全域 | ネット配信 |

| TOKYO MX 月曜 21:55 - 22:00枠 | TOKYO MX 月曜 21:55 - 22:00枠 | TOKYO MX 月曜 21:55 - 22:00枠 |
| 前番組                        | 番組名                        | 次番組                        |
| ----------------------------- | ----------------------------- | ----------------------------- |
| 3ねんDぐみガラスの仮面        | 超・少年探偵団NEO             | アキンド星のリトル・ペソ      |

## 小説
ポプラ社より同名ノベライズ版が発売。脚本は大宮一仁、小説は田中啓文。2017年1月31日発売。ISBN 978-4-5911-5341-3

## 実写映画
『超・少年探偵団NEO -Beginning-』（ちょう しょうねんたんていだんネオ ビギニング）のタイトルで実写映画化され、2019年10月25日に公開。4代目小林少年を主人公としたオリジナルストーリーで、現代を舞台にした新感覚の学園ミステリーとして、『超・少年探偵団NEO』活動開始にいたる“はじまりの物語”として映画化された。監督は芦塚慎太郎、脚本は芦塚と赤尾でこが務める。主演の高杉真宙と佐野岳は『仮面ライダー鎧武/ガイム』以来、約5年ぶりの共演となる。

### キャスト
- 小林芳狼：高杉真宙
- 渡航記：佐野岳
- 明智小夜：堀田真由
- 黒崎海斗：長村航希
- 夢野正太郎：板垣瑞生
- 塚原舜：前田旺志郎
- 石毛宏樹
- 篠原湊大
- 押田岳
- 怪人二十面相（声）：神谷浩史
- 真中先生：佐藤二朗
- 小林芳信：丸山智己

### スタッフ
- 監督：芦塚慎太郎
- 原案：江戸川乱歩「少年探偵団」シリーズ
- 脚本：赤尾でこ、芦塚慎太郎
- 音楽：丸山漠（a crowd of rebellion）
- 主題歌：a crowd of rebellion「Calling」（Warner Music Japan Inc.）
- 製作：原田拓朗
- 企画プロデューサー：芦塚明子
- プロデューサー：石塚清和、清家優輝、森角威之
- 撮影監修：早坂伸（J.S.C.）
- 照明：大庭郭基
- 録音：古谷正志
- 美術：松塚隆史
- 衣装：村島恵子
- ヘアメイク：清水美穂
- VFXプロデューサー：井上浩正
- 編集：江橋佑太、芦塚慎太郎
- 音響効果：赤澤勇二
- キャスティング：渡邉直哉
- 助監督：丸谷ちひろ
- 制作担当：高橋浩一郎
- 怪人二十面相デザイン：天野喜孝
- VFXプロダクション：白組
- 宣伝：MUSA
- 配給：coyote
- 配給協力：アーク・フィルムズ
- 制作プロダクション：ファインエンターテイメント
- 製作：PROJECT SBD-NEO